# Lingua maldiviana
Il maldiviano o lingua maldiviana, detta anche dhivehi o divehi (nome nativo: ދިވެހި, divehi che significa maldiviano), è una lingua indoaria parlata nelle Maldive, dove è lingua ufficiale. È parlato da circa 350.000 persone.
È anche la prima lingua nell'isola di Minicoy, nelle Laccadive (India), dove è parlato il dialetto maldiviano mahl.
I dialetti principali sono: malé, huvadhu, mulaku (o mahl), addu, haddhunmathee e maliku.
La forma standard è la versione malé, che è parlata nella capitale omonima.
Il maldiviano è strettamente correlato col cingalese, ma non mutualmente intelligibile.
Molte lingue hanno influenzato lo sviluppo del maldiviano, tra cui soprattutto l'arabo, ma anche il francese, il persiano, il portoghese, l'urdu e l'inglese.
Deriva dal pracrito maharashtri, un pracrito dell'India antica e medievale.
Le prime forme scritte in questa lingua sono state attestate in "lōmāfānu" (lastre in rame) tra il XII e il XIII secolo.
La parola atollo deriva dall'inglese atoll, che a sua volta deriva dal maldiviano atoḷu.

## Distribuzione geografica
Secondo l'edizione 2009 di Ethnologue, il maldiviano era parlato nel 2007 da 356.000 persone alle Maldive e da altre 15.000 in India, stanziate nel territorio delle Laccadive e nello stato del Kerala.

### Lingua ufficiale
Il maldiviano è lingua ufficiale della Repubblica delle Maldive.

## Sistema di scrittura
Il sistema di scrittura utilizzato è il thaana.